# Kalan Porter
Richard Kalan Porter (Medicine Hat, 11 november 1985) is een Canadees singer-songwriter en de winnaar van het tweede seizoen van het tv-programma Canadian Idol.
Al op jonge leeftijd startte hij met zanglessen en gedurende zijn jeugd volgde hij een klassieke muziekopleiding waarin hij meerdere instrumenten leert bespelen. Viool en altviool zijn zijn belangrijkste instrumenten, maar verder speelt hij ook nog piano, gitaar en bass. Voor veel van zijn liedjes schrijft hij zelf de viool-, altviool- en pianopartituur. Kalans eerste single "Awake in a Dream" is de best verkochte debuutsingle ooit van een Canadese artiest. De single heeft 9x platina gekregen van de Canadian Recording Industry Association.

## Jeugdjaren
Kalan Porter groeide op op een buffelranch in Medicine Hat in Alberta. Hij is een klassiek gevormde muzikant die onder andere meespeelde in een strijkkwartet. Naast deze klassieke invloed, speelde hij ook nog andere soorten muziek. Met zijn familieband speelde hij covers van populaire rock-, pop- en countryliedjes. In 2004 was hij van plan Medicine Hat te verlaten om in Montreal aan het conservatorium Schulich School of Music van McGill-universiteit altviool te gaan studeren, maar dit plan werd niet uitgevoerd toen hij besloot deel te nemen aan de auditie voor Canadian Idol.

## Canadian Idol
Na 8977 andere deelnemers verslagen te hebben, werd Kalan Porter op 16 september 2004 tot winnaar van Idool gekroond. Hij blijft tot op heden de enige winnaar die nooit bij de laatste 2 of 3 zat.

## Carrière naIdol

### 2004–2005:219 Days
Kalans eerste single "Awake in a Dream" werd op 5 oktober 2004 uitgebracht en kwam direct binnen op nummer 1 in de hitlijsten. Acht weken lang behield het deze positie waardoor het direct de best verkochte debuutsingle ooit werd voor een Canadees artiest. Aan de single werd in november 2004 9x platina toegekend door de Canadian Recording Industry Association.
Zijn debuutalbum 219 Days, uitgebracht op 23 november 2004, kwam de eerste week binnen op nummer 4 in de hitlijsten. De titel van de cd, 219 Days, verwijst naar het aantal dagen tussen de dag van zijn auditie en de release van zijn cd. De cd behaalde 3x platina.
Heel 2005 besteedt Porter aan rondtoeren in heel Canada. Hij speelt 65 uitverkochte shows en verder nog op enkele zomerfestivals.
In 2006 wordt Kalan Porter genomineerd voor 3 Juno Awards: Artiest van het jaar, Album van het jaar (voor 219 Days) en Popalbum van het jaar. Naast deze nominatie was hij ook presentator van de Juno Awards van 2006 in Halifax.
Hoewel gepland was om in 2006 zijn tweede cd op te nemen, zou deze pas met een jaar vertraging opgenomen worden. Kalan Porter besloot zijn carrière even te laten voor wat het was en keerde terug naar zijn ranch in Medicine Hat om bij zijn familie te zijn. In 2006 werd bij zijn moeder namelijk borstkanker geconstateerd en ook zijn grootmoeder moest enkele operaties ondergaan.

### 2007–2008:Wake Up Living
Porters tweede cd Wake Up Living werd uitgebracht op 28 augustus 2007 en kwam binnen op nummer 7 in de Canadese hitlijsten. De eerste single "Down in Heaven" (die Kalan schreef als eerbetoon voor zijn moeder) werd uitgebracht op 4 juni en stond wekenlang in de top 20.
Zijn tweede single "Destination (Where I Belong)" werd uitgebracht in november 2007. De single "Hurray" werd door zijn videoclip een enorme hit op het internet en de single "Walk On Home" was het eliminatielied van het vijfde seizoen van Canadian Idol.
Sinds mei 2009 is Kalan Porter bezig zijn derde cd op te nemen.

## Discografie

### Albums
| Jaar | Informatie                                                                                          | Canada | Verkoop en onderscheidingen                |
| ---- | --------------------------------------------------------------------------------------------------- | ------ | ------------------------------------------ |
| 2004 | 219 Days - Eerste studioalbum - Uitgebracht: 23 november 2004 - Label: Sony BMG - Formaat: cd       | 4      | Canadese verkoop: 160,000 CRIA: 2xPlatinum |
| 2007 | Wake Up Living - Tweede studioalbum - Uitgebracht: 28 augustus 2007 - Label: Sony BMG - Formaat: cd | 7      |                                            |

### Singles
| Jaar | Nummer                         | Canada | Album          |
| ---- | ------------------------------ | ------ | -------------- |
| 2004 | "Awake in a Dream"             | 1      | 219 Days       |
| 2004 | "Single"                       | 9      | 219 Days       |
| 2005 | "In Spite of It All"           | 38     | 219 Days       |
| 2007 | "Down In Heaven"               | 25     | Wake Up Living |
| 2007 | "Destination (Where I Belong)" | 55     | Wake Up Living |
| 2008 | "Hurray"                       | 103    | Wake Up Living |

## Referentie
1. ↑  canada.com Where have all the Idols gone?. Gearchiveerd op 4 maart 2016.

- Library of Congress Control Number: n2013049432
- MusicBrainz: c4f34a26-6c82-49f8-8519-dc78d2972cd3
- Virtual International Authority File: 106586507